# Caritni
I Caritni (versione latinizzata del greco Karitnoi-Καρύτνοι) furono un antico popolo germanico citato da Tolomeo nella sua Geografia.
Secondo Tolomeo abitarono in Germania Magna. Non viene specificato il luogo esatto, ma si ritiene che si tratti della Baviera occidentale. Si sa molto poco di loro.